# Molly Bair
Molly Bair (25 de abril de 1997) es una modelo estadounidense, conocida por sus apariciones en los eventos de moda primavera/verano 2015.

## Vida
Durante su infancia, se burlaron de ella por su aspecto atípico: era muy delgada, midiendo más de metro ochenta y con un 'rostro extraño'. Le confesó a CNN: "Nunca pensaría que una chica que pasó la mayor parte de su infancia con entrecejo, gafas y una camiseta de Yoda llegaría a aparecer en Vogue Italia". También admitió haber sido una niña muy extraña. Es de ascendencia checoslovaca.

## Carrera
Fue descubierta en un mercado de pulgas de Nueva York por un agente de Elite, una prominente agencia de modelos. Dijo que su primer evento (Proenza Schouler) la confundió, ya que no se esperaba que pudiera desfilar tan solo una semana después de ser descubierta.
Ha aparecido en editoriales para Vogue Italia, Reino Unido y Alemania, en Numéro Francia, W, V, i-D y Dazed & Confused.
Ha desfilado para Miu Miu, Fendi, Moschino, Prada, Vera Wang, Chanel, Alexander McQueen, Bottega Veneta, Gucci, Proenza Schouler, Balenciaga, Sonia Rykiel, DKNY, Michael Kors, Loewe, Alexander Wang, Marc Jacobs, Kenzo, Giles Deacon, Max Mara, DSquared2, Maison Margiela, Dries Van Noten, Dior, Tory Burch, y Diane Von Furstenberg.
Ha aparecido en campañas de Prada, Shiatzy Chen, Alexander Wang, Stella McCartney, Coach, Marc Jacobs, y Vera Wang.